# Aletha Solter
Aletha Jauch Solter, född 1945, är en schweizisk/amerikansk utvecklingspsykolog som studerat med Jean Piaget. Hennes specialområden är anknytning, psykiskt trauma, och barnuppfostran.
Vad som särskiljer hennes arbete från andra är att det kombinerar attachment parenting-principer med en förståelse av följderna av stress och trauma. Solter och hennes böcker försöker hjälpa familjer som kämpar med bekymmer såsom sömnbesvär och psykisk ohälsa.
Hennes första bok, The Aware Baby har sålts i över 150 000 exemplar. Andra senare titlar är: Helping Young Children Flourish, Tears and Tantrums Raising Drug-Free Kids, och Attachment Play.
Hon grundade 1990 "The Aware Parenting Institute", som arbetar för att främja och sprida den typ av barnuppfostringsideer som hon står för.